# 土庫曼區

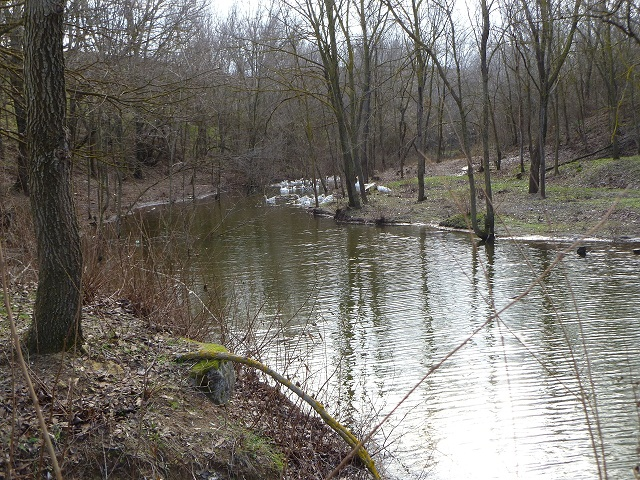

45°26′N 43°27′E / 45.433°N 43.450°E
土庫曼區（俄语：Туркменский район），是俄羅斯的一個區，位於該國西南部，由斯塔夫羅波爾邊疆區負責管轄，面積2,612平方公里，2010年人口25,948，人口密度每平方公里9.93人。